# Ngong (Sprache)
Ngong ist eine aussterbende Sprache in der Nordprovinz von Kamerun.
Das Ngong zählt zu den jarawoiden Sprachen, einer Untergruppe der bantoiden Sprachen. Es wird als Opfer der restriktiven Sprachpolitik in Kamerun betrachtet, welche nur die Amtssprachen Französisch und Englisch als offizielle Sprachen zulässt und die einheimischen Sprachen des Landes vernachlässigt.
1983 gab es noch zwei Personen, die fließend Ngong sprechen konnten. 1995 konnte gar nur noch eine Person die Sprache sprechen.
Andere Namen für die Sprache sind Gong, Puuri und Nagumi.